# Marquesado de la Hermida
El marquesado de la Hermida es un título nobiliario español creado el 3 de abril de 1796 por el rey Carlos IV a favor de Francisco Guerra de la Vega y Cobo.
Fue rehabilitado en 1896 por Nicolás Santa Olalla y Rojas, que se convirtió en el sexto marqués de la Hermida.

## Marqueses de la Hermida
|                                 | Titular                                            | Periodo                |
| Creación por Carlos IV          | Creación por Carlos IV                             | Creación por Carlos IV |
| ------------------------------- | -------------------------------------------------- | ---------------------- |
| I                               | Francisco Guerra de la Vega y Cobo                 | 1796-                  |
| .                               | .                                                  |                        |
| Rehabilitación por Alfonso XIII |                                                    |                        |
| VI                              | Nicolás Santa Olalla y Rojas                       | 1896-1961              |
| VII                             | Ignacio Herrero de Collantes                       | 1961-1964              |
| VIII                            | Ignacio Herrero Garralda                           | 1964-1967              |
| IX                              | Francisco de Asís de Santa Olalla y Montañés       | 1968-2016              |
| X                               | Francisco José de Santa Olalla y Fernández-Figares | 2016-2024              |

## Historia de los Marqueses de la Hermida
- Francisco Guerra de la Vega y Cobo, I marqués de la Hermida.

Rehabilitado en 1896 por
- Nicolás Santa Olalla y Rojas (n. en 1849), VI marqués de la Hermida.

1. Casó con Ana María Moreno y Pérez Vargas. En 1946 le sucedió:

- Ignacio Herrero de Collantes (1881-1961), VII marqués de la Hermida.

1. Casó con María Teresa Garralda y Calderón, IV marquesa de Aledo. Le sucedió su hijo:

- Ignacio Herrero y Garralda (1913-1999), VIII marqués de la Hermida, V marqués de Aledo, ( marqués de la Hermida  desde 1964 a 1967 en que se le revocó la carta de sucesión, otorgando el título a Francisco de Asís Santa-Olalla y Montañés).

- Francisco de Asís de Santa Olalla y Montañés (n. en 1925), IX marqués de la Hermida (desde 1968 por aplicación de sentencia judicial).

1. Casó con María de las Angustias Fernández-Figares y Jiménez-Lopera. Le sucedió su hijo:

- Francisco José de Santa Olalla y Fernández-Figares.